# Ficus conraui
Ficus conraui är en mullbärsväxtart som beskrevs av Otto Warburg. Ficus conraui ingår i släktet fikonsläktet, och familjen mullbärsväxter. Inga underarter finns listade i Catalogue of Life.